# Max Fleischer
Max Fleischer (Cracóvia, 19 de julho de 1883 – Los Angeles, 11 de setembro de 1972) foi um importante pioneiro polaco-americano no desenvolvimento de desenhos animados. Foi o responsável pela transformação de personagens de história em quadrinhos em desenhos animados como Betty Boop, Koko the Clown, Popeye e o Super-Homem.

## Carreira
Max Fleischer começou seu próprio estúdio de animação, chamados Fleischer Studios. junto com seus irmãos Dave e Joe Fleischer. Fleischer criou um conceito para simplificar o processo de animar o movimento, traçando sobre quadros de filmes de ação ao vivo. Sua patente para a Rotoscope foi concedida em 1915, apesar de que Max e seu irmão Dave Fleischer fizeram seu primeiro desenho animado com o sistema em 1914. O uso extensivo desta técnica foi feita em Out Fleischer da série Inkwell para os primeiros cinco anos da série, que começou em 1919 e estrelou Koko the Clown e Fitz o cão.

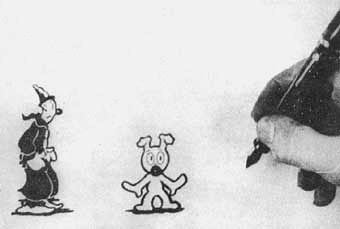
O palhaço Koko e o cão Fitz em "Koko Chops Suey" (1927).

Betty Boop, Bimbo e Koko the Clown foram os primeiros personagens de Fleischer Studios. Seu criador Max Fleischer inventou o "método de produzir os desenhos animados de movimentação". Sua invenção para os seus desenhos foi os processos estereóticos, construídos por John Burks, no qual utilizavam-se recortes de cenários de papelão montados em uma mesa giratória, onde os desenhos são colocados.
Em 1933, os Fleischer Studios formaram contrato com o King Features Syndicate (gigante empresa de tiras de jornal), para produzir os desenhos animados do Popeye, e para o lançamento sob licença de Betty Boop.
Mais tarde, em 1941, os Fleischer Studios formaram parceria com a National Publications, para a produção de desenhos animados do Super-Homem.
Produziram os longa-metragens As Viagens de Guliver e O Grilo Pula-Pula, e os filmetes do Popeye: Popeye Contra Sindbad o Marujo, Popeye Contra Ali Babá e os 40 Ladrões, e Popeye e sua Lâmpada Maravilhosa.
Em 1942, quando os seus fundadores Max, Dave e Joe Fleischer se aposentaram, a Paramount Pictures comprou o Fleischer Studios, mudando seu nome para Famous Studios, tendo como proprietários os antigos animadores de Fleischer: Seymour Kneitel e Isadore Sparber.
O Famous Studios produziu desenhos até 1967, como novos episódios do Popeye e Superman, Gasparzinho, Herman e Katnip, Huguinho, Herbert, Black Lamb, Little Audrey etc. ), Little Lulu de Marge e os Puppetoons de George Pal.
Em 1960, o Famous Studios mudou seu nome para Paramount Cartoon Studios até que em 1967 fechou suas portas, com a aquisição da Paramount pela Gulf+Western. Max morreu em 11 de setembro de 1972, aos 89 anos, em Los Angeles.
Atualmente, Fleischer Studios opera como uma empresa que continua a deter os direitos de Betty Boop e personagens associados, tais como Koko the Clown, Bimbo e Grampy. É chefiado pelo neto de Max Fleischer, Mark, que supervisiona as atividades de merchandising.  A King Features Syndicate licencia personagens Fleischer em diversos produtos.